# Drzewnica górska
Drzewnica górska (Burramys parvus) – gatunek małego ssaka, torbacza z rodziny drzewnicowatych (Burramyidae), jedyny żyjący współcześnie przedstawiciel rodzaju drzewnica (Burramys).

## Budowa
Drzewnica górska jest małym ssakiem przypominającym gryzonie. Długość ciała (bez ogona) około 11 cm, długość ogona 13,6–13,8 cm bądź od 14 do 15 cm; masa ciała 30–82 g, wedle innych źródeł około 40 lub do 45 g.
Ciało drzewnicy porasta gęste futro. Na grzbiecie przybiera ono barwę szarą, na brzuchu jest natomiast jaśniejsze.
Drzewnicowate cechują się dużymi oczami oraz krótkimi, zaokrąglonymi uszami.
Na tułowiu znajduje się otwierająca się do przodu torba lęgowa (marsupium).
Występuje chwytny ogon. Długi, smukły, przydający się do chwytania gałązek ogon jest w ogóle cechą drzewnicowatych.

## Taksonomia
Gatunek po raz pierwszy zgodnie z zasadami nazewnictwa binominalnego opisał w 1896 roku południowoafrykański paleontolog Robert Broom. Miejsce typowe to Wombeyan Caves, w pobliżu Taralgi, Nowa Południowa Walia, Australia. Okazy typowe (syntypy) to fragment lewej szczęki, wciąż częściowo osadzony w brekcji (sygnatura 	AM F45777) oraz prawy fragment szczęki z M1–2, fragment lewej gałęzi żuchwy z P4 M1 i złamanymi M2–3 (sygnatura AM F45778) z kolekcji Muzeum Australijskiego; szczątki subfosylne zebrane przez autora opisu. Pierwsze żywe okazy B. parvus zostały odkryte w 1966 roku w ośrodku narciarskim w stanie Wiktoria.
W 2020 roku kontrowersyjny australijski herpetolog Raymond Hoser opisał trzy podgatunki (hosersbogensis, timdalei i scottyjamesi), jednak autentyczność nazw opisanych przez Hosera jest kwestionowana przez władze teriologicznej i herpetologiczne oraz ICZN. Potrzebne są dalsze badania, aby udowodnić, czy te podgatunki są ważne.
Autorzy Illustrated Checklist of the Mammals of the World uznają ten gatunek za monotypowy. 

### Etymologia
- Burramys: aborygeńska nazwa Burra dla miejsca gdzie znaleziono holotyp; gr. μυς mus, μυoς muos ‘mysz’[16].
- parvus: łac. parvus ‘mały’[17].

## Genetyka i ewolucja
Badania genetyczne wskazały na trzy odrębne izolowane klady wyróżnione na podstawie genów mtDNA kodujących cytochrom b i NADH2. Ich linie rozeszły się między 420 a 680 tysięcy lat temu. Wskazuje to na izolację od środkowego plejstocenu. Pomimo niewielkiego zasięgu występowania różnorodność genetyczna gatunku jest duża.

## Rozmieszczenie geograficzne
Drzewnica górska żyje w Australii. Występuje w stanach Nowa Południowa Walia i Wiktoria. Zamieszkuje góry, Alpy Australijskie. Połowa populacji zamieszkuje Park Narodowy Kościuszki w północnej części tych gór, reszta w centrum (Mount Bogong, Mount Hotham i Bogong High Plains) oraz na południu (Mount Buller). Spotyka się ją na wysokości wedle Błaszaka i innych pomiędzy 1400 a 2230 m n.p.m., wedle IUCN między 1300 a 2228 m. Czyni ją to jedynym torbaczem z Australii spotykanym powyżej linii śniegu. Życie w zimnych, wilgotnym klimacie, wśród skalnych szczelin, wiąże się u niej ze szczególnymi adaptacjami. Jest jedynym znanym przedstawicielem torbaczy, u którego stwierdzono występujące długo okresy hibernacji. Populacje są rozdrobnione, izolowane od siebie. Powierzchnia dogodnego dla niej siedliska może wynosić jedynie 10 km², a być może nawet jeszcze mniej, poniżej 6-7 km².

## Ekologia i fizjologia
Drzewnica, choć większość czasu spędza na ziemi, świetnie się wspina. Jest wszystkożerna. Na wiosnę istotnym składnikiem jej diety staje się ćma Agrotis infusa pośród innych bezkręgowców. Latem i jesienią drzewnica przestawia się na głównie nasiona i owoce. Hibernacja trwa od maja do września. Zwierzę samotne, aczkolwiek zdarzają się zgrupowania matriarchalne. Zamieszkuje siedliska wysokogórskie, porastane roślinnością krzewiastą i przypominające wrzosowiska, porosłe zwłaszcza Podocarpus lawrencei i Tasmania xerophylla. Żyje pośród skał, zwłaszcza bazaltów, granitów, granodiorytów.
Jest jedynym znanym przedstawicielem torbaczy, u którego stwierdzono długie okresy hibernacji, mogące trwać nawet do 7 miesięcy u dorosłych zwierząt, 5 zaś u młodocianych. Co prawda okresowy torpor opisywano też u blisko spokrewnionej z drzewnicą pałaneczki, aczkolwiek raczej krótkie. U drzewnicy górskiej dłuższy czas hibernacji przerywają krótkotrwałe wybudzenia, najczęściej późnym popołudniem. Mogą wtedy zmieniać miejsca, gdzie śpią (hibenacula). Torpor pojawia się przy temperaturach w takich miejscach 4-7 °C, a temperatura ciała zwierzęcia w końcu spada do zaledwie 2 °C. Z drugiej strony drzewnica górka nie toleruje temperatur powyżej 28 °C. Późnym latem i jesienią zwierzę magazynuje z kolei tłuszcz w tkance tłuszczowej podskórnej, przygotowując się do zimowego snu.

## Rozmnażanie
Po kopulacji samica może prezentować zachowania agresywne w stosunku do samca, który winien po rozrodzie opuścić ją. Zazwyczaj odchodzi on do niżej położonych terenów, nie sprawując żadnej roli w opiece nad potomstwem. Występuje diapauza. Jednak ciąża trwa krótko, od 13 do 16 dni, po których samica wydaje na świat 4 młode. Rodzą się po roztopieniu śniegów.

## Status
Drzewnica górka jest gatunkiem krytycznie zagrożonym wyginięciem. Całkowitą liczebność populacji Osborne i inni (2000) szacowali na 2600 zwierząt, z czego połowa zamieszkuje Park Narodowy Góry Kościuszki, a około 300 zwierząt Mount Buller. Nowsze szacunki to 1700 dorosłych samic i 550 dorosłych samców. W każdym razie jej zasięg występowania jest bardzo mały, rozczłonkowany. Zagraża jej dewastacja środowiska związana głównie z rozwojem turystyki (narciarstwo). IUCN wymienia także jako czynniki zagrażające środowisku drzewnicy rozwój dróg i tam, a także pożary. Około połowy terenu zamieszkiwanego przez drzewcnicę górką na terenie Góry Kościuszki spłonęła w 2003. Drzewnicy zagraża także topniejąca pokrywa śnieżna oraz zdziczałe koty domowe. Z kolei przybywające z  Murray-Darling Basin motyle stanowiące pożywienie drzewnicy zawierają dużo arsenu, znajdowanego potem w odchodach drzewnicy. Podwyższające się temperatury spowodowały pojawianie się drugich miotów, jednak nie odnotowano, by potomstwo z takiego miotu przeżyło kolejną zimę, wymagającą zmagazynowanych rezerw tkanki tłuszczowej.
Cały obszar zamieszkiwany przez torbacza leży w obrębie obszarów chronionych. W obu stanach, na terenie których występuje drzewnica górska, opracowały plany ochrony gatunku, istnieje też plan ogólnonarodowy. Plany te wspominają ochronę siedlisk, kontrolę zdziczałych kotów, a także królików, lisów i chwastów, a także dalsze badania, w tym dotyczące możliwości ewentualnego przeprowadzenia rozrodu w niewoli.